# 保罗·慕乐

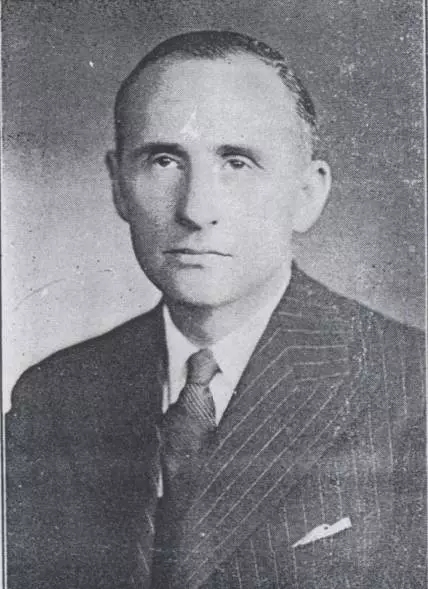
天津工商学院保罗·慕乐教授

保罗·慕乐 ，一位法国籍天津近代建筑师，曾在天津工商学院工学院任教，教授房屋建筑学和内部装饰学等课程。保罗·慕乐在天津等地有多座近代建筑留世。

## 建筑作品
- 天津劝业场